# Вильга (гмина)
Вильга (пол. Wilga) — сельская гмина (уезд) в Польше, входит как административная единица в Гарволинский повет, Мазовецкое воеводство. Население — 5305 человек (на 2004 год).

## Демография
| Перепись                       | Всего   | Всего | Женщины | Женщины | Мужчины | Мужчины |
| ------------------------------ | ------- | ----- | ------- | ------- | ------- | ------- |
| Единицы                        | человек | %     | человек | %       | человек | %       |
| Население                      | 5305    | 100   | 2634    | 49,7    | 2671    | 50,3    |
| Плотность населения (чел./км²) | 44,5    | 44,5  | 22,1    | 22,1    | 22,4    | 22,4    |

## Сельские округа
1. Целеюв
2. Цыганувка
3. Гозлин-Гурны
4. Гозлин-Малы
5. Холендры
6. Маряньске-Пожече
7. Нецеч
8. Нове-Подоле
9. Новы-Жабенец
10. Острыбур
11. Руда-Тарновска
12. Скурча
13. Старе-Подоле
14. Стары-Жабенец
15. Тарнув
16. Тшчанка
17. Усценец-Колёня
18. Вице
19. Вильга
20. Вулька-Грущыньска
21. Закшев

## Поселения
1. Борки-Гозлиньске
2. Боровина
3. Бжезина
4. Дамирув
5. Долы
6. Ящыско
7. Казмерув
8. Кемпа-Целеёвска
9. Кемпа-Грущыньска
10. Кемпа-Подольска
11. Кемпа-Залевска
12. Комисья
13. Малинувка
14. Наддавки
15. Ольшак
16. Ольшинка
17. Ольшинки
18. Оседле-Вильга
19. Осухув
20. Подгуже
21. Подграница
22. Подкляштор
23. Подлесе
24. Полевич
25. Пшецинка
26. Стара-Весь
27. Старе-Вице
28. Татарчиско
29. Украина
30. Вице-Всходне
31. Вице-Гурки
32. Воля-Целеёвска
33. Залесе
34. Заросле
35. Зажече

## Соседние гмины
1. Гмина Гарволин
2. Гмина Ласкажев
3. Гмина Мацеёвице
4. Гмина Магнушев
5. Гмина Собене-Езёры